# Chandory Viktor
Chandory Viktor (névváltozatai: Chandoné, Sándory Viktor, Sándor Ferenc; angolul: Victor Chandory) (Pest, 1828. — New York?, 1861 után) magyar és amerikai szabadságharcos.

## Élete
Menekülő, bujdosó harcosok gyakran több álnevet is használnak, a kényszerűség szüli ezt. Feltehetően Sándor Ferenc az eredeti neve. Apja törvény-, majd árvaszéki ülnök volt. A fiú Sándor Ferenc Pesten végezte tanulmányait, gimnáziumi tanulmányainak befejezése után 1844-ben önként jelentkezett katonának, 1848-ban mint hadfi az 52. gyalogezredben szolgált Észak-Itáliában. 1848. szeptember 1-én megszökött hamisított útlevéllel tizenegy katonatársával, s beálltak katonának a magyar szabadságharcba, Perczel Mór Drávánál állomásozó hadtestébe. Előbb őrmester a 48. zászlóaljban, majd 1848. december 11-től hadnagy a 61. zászlóaljban. 1849. február 1-től főhadnagy, július 7-től százados ugyanitt a Mozgó Seregnél, majd a II. hadtestben. Alakulatával a komáromi várőrséggel tette le a fegyvert. 
A szabadságharc leverése után az osztrákok besorozták régi ezredéhez. Azt nem tudjuk, hogy innen mikor szökött meg, de az biztos, hogy Amerikába hajózott 1851-1861 közt. Az amerikai polgárháborúban az unionisták oldalán New York-ban 1861. május 28-án belépett a Garibaldi Guardba. A 39. New York-i gyalogezredben Sándory Viktort ismerték bajtársai, kapitányi rangban teljesített szolgálatot. Ő maga Chandory Viktornak, vagy csak egyszerűen Chandoné-nak írta a nevét. Betegsége miatt már 1861. szeptember 10-én le kellett szerelnie. További sorsa ismeretlen.